# Unione Sportiva Tenente Mario Passamonte 1942-1943
Questa pagina raccoglie le informazioni riguardanti l'Unione Sportiva Tenente Mario Passamonte nelle competizioni ufficiali della stagione 1942-1943.

## Rosa
| N. |                   | Ruolo | Calciatore                |
| -- | ----------------- | ----- | ------------------------- |
|    | Italia (bandiera) | D     | F. Calogero               |
|    | Italia (bandiera) | A     | F. Capri                  |
|    | Italia (bandiera) | A     | G. Ciraolo                |
|    | Italia (bandiera) | D     | V. Crisa                  |
|    | Italia (bandiera) | A     | C. D'Andrea               |
|    | Italia (bandiera) | C     | D. Della Vedova           |
|    | Italia (bandiera) |       | Giovan Battista Durasotti |
|    | Italia (bandiera) | A     | D. Fabbro                 |
|    | Italia (bandiera) | C     | G. Fiorello               |

| N. |                   | Ruolo | Calciatore       |
| -- | ----------------- | ----- | ---------------- |
|    | Italia (bandiera) | C     | M. Lezzi         |
|    | Italia (bandiera) | A     | Osvaldo Perazzo  |
|    | Italia (bandiera) | C     | V. Pinto Leone   |
|    | Italia (bandiera) | D     | F. Principato    |
|    | Italia (bandiera) | A     | Lionello Raseni  |
|    | Italia (bandiera) | D     | F. Rodilosso     |
|    | Italia (bandiera) | P     | A. Santoro       |
|    | Italia (bandiera) | C     | Giovanni Trapani |
|    | Italia (bandiera) | C     | P. Venuto        |